# (3248) Farinella
(3248) Farinella (1982 FK) – planetoida z pasa głównego asteroid okrążająca Słońce w ciągu 5,73 lat w średniej odległości 3,2 au. Odkryta 21 marca 1982 roku.